# جون هيرسي
جون هيرسي (بالإنجليزية: John Hersey)‏ (17 يونيو 1914، تيانجين في الصين - 24 مارس 1993، كي ويست في الولايات المتحدة)؛ مؤرخ، صحفي، كاتب، كاتب سيناريو وروائي أمريكي.
يعد من أوائل ممارسي ما يسمى بالصحافة الجديدة ، حيث تكيف تقنيات سرد القصص للخيال مع التقارير غير الخيالية. اعتبر تقرير هيرسي عن آثار القنبلة الذرية التي ألقيت على هيروشيما باليابان أفضل قطعة صحافة أمريكية في القرن العشرين من قبل لجنة مؤلفة من 36 عضوًا مرتبطة بقسم الصحافة بجامعة نيويورك.

## الجوائز
- جائزة بوليتزر عن فئة الأعمال الخيالية

## مؤلفات
ألف هيرسي كتابه هيروشيما و يروي قصص ستة ناجين من القنبلة الذرية التي ألقيت على هيروشيما. يُنظر إليه على أنه أحد أقدم الأمثلة على الصحافة الجديدة، حيث تم تكييف تقنيات سرد القصص في الرواية مع التقارير غير الخيالية.
نُشر العمل في الأصل في مجلة النيويوركر، التي كانت تخطط لنشره في أربعة أعداد، لكنه بدلاً من ذلك خصصت النسخة الكاملة من 31 أغسطس 1946 لمقال واحد. بعد أقل من شهرين، طُبع المقال ككتاب من طرف ألفريد أ.كنوبف. لم تنفد المطبوعات مطلقًا، فقد بيع منها أكثر من ثلاثة ملايين نسخة. كتب روجر أنجيل كاتب مقال في نيويوركر في عام 1995: «أصبحت قصتها جزءًا من تفكيرنا المستمر حول الحروب العالمية والمحرقة النووية». تمت ترجمة الكتاب إلى اللغة العربية من الباحث عبدالله بن صالح العجيري

## روابط خارجية
- جون هيرسي على موقع IMDb (الإنجليزية)
- جون هيرسي على موقع الموسوعة البريطانية (الإنجليزية)
- جون هيرسي على موقع مونزينجر (الألمانية)
- جون هيرسي على موقع ألو سيني (الفرنسية)
- جون هيرسي على موقع أول موفي (الإنجليزية)
- جون هيرسي على موقع قاعدة بيانات برودواي على الإنترنت (الإنجليزية)
- جون هيرسي على موقع قاعدة بيانات الأفلام السويدية (السويدية)
- جون هيرسي على موقع إن إن دي بي (الإنجليزية)
- جون هيرسي على موقع ديسكوغز (الإنجليزية)
- جون هيرسي على موقع قاعدة بيانات الفيلم (الإنجليزية)